# 1569 Evita
1569 Evita este un asteroid din centura principală, descoperit pe 3 august 1948, de Miguel Itzigsohn.